# Aldo Finzi
Aldo Finzi (ur. 20 kwietnia 1891, zm. 24 marca 1944) – włoski polityk faszystowski, lotnik, baloniarz.

## Życie i działalność
Ojciec był właścicielem zakładów młynarskich w Badia Polesine. Pochodził ze zasymilowanej rodziny żydowskiej. W 1912 roku startował w balonowym Pucharze Gordona Bennetta razem z Celestino Usuelli zajmując 10. miejsce. Po wybuchu I wojny światowej zgłosił się do wojska. Początkowo służył w kawalerii. W 1916 poprosił o przeniesienie do lotnictwa, gdzie w czerwcu 1916 roku uzyskał licencję pilota. Walczył w eskadrze lotniczej Gabriele D’Annunzio i 9 sierpnia 1918 roku wziął udział w locie nad Wiedeń. W 1919 roku ukończył prawo na Uniwersytecie w Ferrarze. 
Po wojnie wziął udział w marszu na Fiume. Związał się z ruchem faszystowskim, był przyjacielem Mussoliniego. W 1921 r. został deputowanym, w 1922 członkiem Wielkiej Rady Faszystowskiej  i wiceministrem spraw wewnętrznych. Był współorganizatorem tajnej policji politycznej OVRA. Po zabójstwie Giacomo Matteottiego w 1924 r. został usunięty ze stanowiska w związku z finansowymi skandalami. W 1942 r. usunięty z partii faszystowskiej z powodu narastającego antysemityzmu; nawiązał kontakty z ruchem oporu. W 1944 roku został aresztowany przez Gestapo i rozstrzelany w egzekucji zakładników w Grotach Ardeatyńskich.